# La nuit nous appartient
Cet article concerne le film. Pour l'émission de télévision, voir La nuit nous appartient (émission télévisée).
Pour plus de détails, voir Fiche technique et Distribution.
La nuit nous appartient (We Own the Night) est un film de gangsters américain écrit et réalisé par James Gray, sorti en 2007.
Il est présenté en avant-première le 25 mai 2007 au festival de Cannes, en compétition officielle. Très appréciée par la critique, cette production à la fois sombre, esthétique et efficace est la deuxième, après The Yards sept ans plus tôt, dans laquelle James Gray dirige Joaquin Phoenix et Mark Wahlberg qui sont également producteurs du film. Ces deux réalisations forment avec la première de Gray, Little Odessa, une trilogie caractérisée notamment par une unité thématique : la famille, le crime organisé, la police et Brooklyn, quartier new-yorkais où l’auteur a passé son enfance.

## Synopsis
1988, Brooklyn. Bobby Green (Joaquin Phoenix) est le jeune manager de la discothèque à la mode El Caribe de Brighton Beach, qui appartient à un marchand de fourrure d’origine russe, Marat Buzhayev (Moni Moshonov), un vieil homme bienveillant qui lui fait totalement confiance. L'établissement est fréquenté par un trafiquant de drogue, Vadim Nezhinski (Alex Veadov), un chef de gang ambitieux et violent dont Bobby s’accommode car il est le neveu du propriétaire.
Bobby, dont le patronyme est en fait Grusinsky (Green est le nom de sa mère), a pris ses distances avec son père, le commandant de police Burt Grusinsky (Robert Duvall) et son frère cadet, le capitaine Joseph Grusinsky (Mark Wahlberg), qui vient d’être nommé à la tête de l’équipe des stups de Brighton au sud de Brooklyn. Bobby préfère la fête, le monde de la nuit, le cannabis, les parties de cartes avec son ami Jumbo... et sa petite amie, la sensuelle Amada Juarez (Eva Mendes). Lorsque les forces de police menées par son frère font irruption dans son night-club, dans l'espoir de prendre Vadim en flagrant délit, Bobby s'énerve et se retrouve au commissariat. Il en vient aux mains avec son frère.
Vadim, qui s'en est tiré à bon compte, estime qu’il faut intimider la police pour exercer son activité en toute quiétude. Un de ses hommes, masqué, tire à bout portant sur Joseph qui s’en sort miraculeusement. Bobby lui rend visite à l’hôpital, il réalise à quel point il tient à son frère et combien Vadim est un être malfaisant et sanguinaire. Il décide d’aider la police à l’arrêter. Malgré les craintes de son père, il accepte l’invitation de Vadim à visiter son laboratoire afin de localiser ce dernier. Une intervention conduit à l'arrestation de Vadim et de nombre de ses complices, mais ceux-ci ont compris dans quel camp est Bobby. Il est maintenant le principal témoin contre Vadim. Amada et lui sont placés sous protection permanente par la police. ils changent constamment de planques, ils ne voient plus personne, leur relation commence à se détériorer.
Vadim parvient à s’échapper de prison à la faveur d’un transfert à l'hôpital. Alors que, sous une pluie battante, un convoi policier, dirigé par le père Grusinsky, escorte Bobby vers une nouvelle planque, les hommes du gangster tentent de le tuer. À l’issue d’une course-poursuite chaotique, c’est son père Burt qui perd la vie dans un carambolage. Quand il reprend ses esprits, Bobby s’interroge sur la façon dont les gangsters sont parvenus à le localiser.
Pour venger son père, il décide d’entrer dans la police. Amada le quitte. Bobby finit par comprendre que le mouchard ne peut être que son « ami » Jumbo. Furieux, il le tabasse, Jumbo avoue qu’il travaille pour le propriétaire du Caribe, le vieux Marat. En fait, c'est ce dernier qui est à la tête du trafic de drogue, c'est lui qui assure l'approvisionnement de son neveu en utilisant ses fourrures pour la transporter. Jumbo sait que le prochain arrivage aura lieu le mardi  qui suit. Bobby lui, sait que tous les mardis, Marat sort pour accompagner ses petits-enfants à leur cours d’équitation.
Un grand coup de filet est organisé. Lors de l'assaut, Joseph reste paralysé par la brusque réminiscence de la traumatisante tentative d’assassinat dont il a été victime. L’opération policière est un succès, Bobby tue Vadim, l'un des seuls à avoir pu s’échapper.
Quelques mois plus tard, il reçoit son diplôme de l'école de police de New York. Lors de la cérémonie, alors qu’il va prononcer son discours, il croit apercevoir Amada dans l'assistance, mais, non, c’est une illusion. Il a perdu celle qu’il aimait, il a perdu aussi son père mais il a retrouvé son frère, Joseph, lequel a décidé de demander sa mutation dans un bureau pour, dit-il, consacrer plus de temps à sa famille.

## Fiche technique
- Titre : La nuit nous appartient
- Titre original : We Own the Night
- Réalisation et scénario : James Gray
- Musique : Wojciech Kilar
- Photographie : Joaquín Baca-Asay
- Montage : John Axelrad
- Décors : Catherine Davis
- Costumes : Michael Clancy
- Production : Marc Butan, Joaquin Phoenix, Mark Wahlberg, Nick Wechsler
- Société de production : 2929 Productions et Industry Entertainment
- Budget : 21 millions de dollars
- Pays d'origine :  États-Unis
- Langues originales : anglais, et plus secondairement russe
- Format : couleurs - 1,85:1 - Dolby Digital - 35 mm
- Genre : Film de gangsters, action, drame et thriller
- Durée : 117 minutes
- Dates de sortie[2] :
  -  France : 25 mai 2007 (festival de Cannes), 28 novembre 2007 (sortie nationale)
  -  États-Unis : 12 octobre 2007
- Classification : R (Restricted) (en raison de la violence, du langage, de certains contenu sexuels, de la nudité brève et de l'usage de drogues)[3], tous publics en France[4]

## Distribution
- Joaquin Phoenix (VF : Boris Rehlinger, VQ : Daniel Picard) : Robert « Bobby » Grusinsky
- Mark Wahlberg (VF : Bruno Choël, VQ : Patrice Dubois) : Joseph Grusinsky
- Eva Mendes (VF : Nathalie Karsenti, VQ : Isabelle Leyrolles) : Amada Juarez
- Robert Duvall (VF : Dominique Paturel, VQ : Jean-Marie Moncelet) : Albert « Burt » Grusinsky
- Alex Veadov (VF : Sava Lovov, VQ : Manuel Tadros) : Vadim Nezhinski
- Moni Moshonov (VF : Jean Lescot, VQ : Vincent Davy) : Marat Buzhayev
- Danny Hoch (en) (VF : Jérôme Rebbot) : Jumbo Falsetti
- Tony Musante (VF : François Siener) : Jack Shapiro
- Antoni Corone (VF : Gérard Rinaldi, VQ : Benoit Rousseau) : Michael Solo
- Oleg Taktarov (VF : Sacha Petronijevic, VQ : Tristan Harvey) : Pavel Lubyarski
- Yelena Solovey (VF : Katia Tchenko, VQ : Nathalie Coupal) : Kalina Buzhayev
- Ed Koch : le maire

Sources et légendes : Version française (VF) sur RS Doublage et sur le carton de doublage du film. Studios : Sonicville. Adaptation : Isabelle Audinot et Cécile Delaroue. Direction artistique : Béatrice Delfe. Version québécoise (VQ) sur Doublage Québec

## Nominations
- Festival de Cannes 2007 : En compétition pour la Palme d'or
- Césars 2008 : Meilleur film étranger

## Production
Christopher Walken était le premier choix pour incarner Albert Grusinsky avant que Robert Duvall ne fût choisi.
D'après Mark Wahlberg, Joaquin Phoenix passait son temps hors des prises à insulter Robert Duvall pour être totalement imprégné de son rôle. Cela a commencé à fortement agacer ce dernier et Mark Wahlberg dut demander à Joaquin Phoenix de se calmer pour que le tournage continue à se dérouler sans problème[réf. nécessaire].

## Analyse
(septembre 2019).
- Si vous ne connaissez pas le sujet, laissez ce bandeau (vous pouvez alors contacter les auteurs).
- Si vous supprimez le contenu mis en cause (vous pouvez préalablement contacter les auteurs),

argumentez précisément cette suppression dans la page de discussion
(un manque de référence n'est pas un argument ; une recherche réelle de référence doit avoir été effectuée, être formellement documentée).
Le générique de début, composé de photographies d'archives, se termine par le gros plan d'un écusson de la Street Crime Unit de New York où il est écrit : « We Own the Night » (La nuit nous appartient), le titre original du film. Cette devise arrive assez ironiquement : il s'agit plus d'un vœu que de la réalité. Pas plus dans les années 1980 qu'aujourd'hui, la police américaine malgré l'augmentation constante de ses effectifs, n'est parvenue à faire baisser la criminalité et le trafic des psychotropes illicites ne cesse d'augmenter.
De par son ton tragique et son ambiguïté, ce film s'autorise deux sortes de niveaux de lecture. Il peut être perçu comme un plaidoyer pour un retour de l'ordre et de la loi. Certaines personnes ont vu dans l'œuvre de Gray un film de propagande et estiment qu'il dépeint une police héroïque qui terrasse des criminels dont la férocité confine au sadisme. Bobby (Joaquin Phoenix) peut être vu comme une personne qui serait revenue dans le droit chemin, passant d'individualiste flirtant avec le milieu criminel à bon policier renouant ses liens avec sa famille.
Néanmoins, James Gray filme la déshumanisation de son personnage principal : plein de vie et de plaisirs au début du film, il finira très seul et défait. Malgré son rapprochement final avec son frère Joseph (Mark Wahlberg), il ne pourra désormais même pas compter sur son aide, lui qui, traumatisé par la balle qu'il a reçue, se fera transférer dans les bureaux. On pourrait donc y voir un portrait à charge contre la police qui promeut Bobby capitaine de la section criminelle de New York après que celui-ci se soit fait justice lui-même en allant tuer Vadim, sortant ensuite de la fumée des champs changé à jamais. Il reçoit cette promotion au cours d'une cérémonie très austère qui contraste avec les fêtes du début du film auxquelles il se rendait. Le visage fermé alors qu'il a perdu ceux et celle qu'il aimait, il se sait désormais condamné à une vie qu'il n'a pas choisie.
La nuit nous appartient se rapproche des films policiers et noirs des années 70 et 80. Son cynisme et ses thèmes côtoient ceux de Friedkin, Don Siegel, De Palma, Scorsese, Coppola... tout en s'inscrivant dans un ton moderne. James Gray parvient à créer dans son film une ambiance pesante et sombre grâce notamment à une photographie, assurée par Joaquin Baca-Asay, qui sait capter les clairs-obscurs des scènes nocturnes qui occupent l'essentiel de l'œuvre. Le montage est rythmé et les scènes d'action (fusillades, poursuites en voiture), mises en scène avec maestria, sont haletantes. S’appliquant à diriger ses acteurs portés par des dialogues brefs et sans emphase, Gray a su sortir d'eux un jeu à la fois torturé et tout en retenue.

## Accueil

### Critique
Selon Rotten Tomatoes, 57% des critiques sont positives, parmi 150, avec une note moyenne de 5.8/10.
Par contraste, en France, le film reçoit globalement des critiques élogieuses. Allociné recense 27 critiques qui dans leur majorité donnent leur meilleure note possible au film. Pour beaucoup de médias c’est un chef-d’œuvre. La revue Chronic'art et le site MCinema.com l’élisent meilleur film de l’année. Quant au mensuel spécialisé Positif, il le classe cinquième meilleur film de la décennie 2000-2010.
Ces appréciations confortent l’accueil très favorable des festivals au cinéma de James Gray. À Cannes, par exemple, le jeune cinéaste, avec cette troisième réalisation, est présent pour la troisième fois dans la sélection officielle et il est nommé 9 fois sans obtenir de récompense.
La presse apprécie particulièrement le caractère intemporel et poignant du récit. Positif évoque un « drame cornélien » pour qualifier l’épine dorsale du film, à savoir le choix impossible du héros entre ses amis — fêtards, débauchés, drogués parfois — et sa famille composée de policiers austères. L’Humanité fait le parallèle avec les « récits bibliques, les paraboles du bon et du mauvais fils ». Les journalistes applaudissent sa maitrise technique et esthétique. Le Journal du Dimanche loue une « mise en scène serrée et totalement maîtrisée [...] qui affiche un sens radical de la dramaturgie et un esthétisme jamais ostentatoire ». Les critiques ont été marqués par des « séquences époustouflantes » (Le Parisien), « héroïques » (Ouest-France), notamment une poursuite en voiture particulièrement haletante. Certains sont plus réservés, regrettant son côté manichéen. Ainsi aVoir-aLire.com a vu « un polar affecté doublé d'un mélo emphatique, peu subtil et faussement moralisateur ». Le Parisien, agacé par cette apologie sans réserve de la police américaine, demande : « Et les nuances, dans tout ça ? »

### Box-office
En France, le film est un succès relatif : 863 159 entrées. Sur le plan mondial, le film est rentable, il rapporte 54,9 millions de dollars pour les seules entrées en salles. Il avait coûté 21 millions.
Ce succès marque un tournant dans la carrière de Gray. En effet, ses précédentes réalisations, Little Odessa et The yards avaient été toutes deux des échecs commerciaux,. The yards par exemple n’avait engrangé que 2,3 millions de dollars de recette alors qu’il en avait coûté 20 millions. Un tel flop est de nature à refroidir les investisseurs, et explique peut-être les sept ans qu'il a fallu à Gray pour monter La nuit nous appartient. Après ce film, il réalisera quatre autres films, avec plus ou moins de réussite au box-office, jusqu'à son dernier en date, en 2019, Ad Astra qui a engendré le plus de recettes.